# Lokeren
Lokeren è un comune belga situato nella regione fiamminga, a metà strada tra le città di Gand e di Anversa.

## Sport

### Calcio
La squadra principale della città è il Koninklijke Sporting Club Lokeren Oost-Vlaanderen.